# 王得臣
王得臣（1036年—1116年），字彥輔，自號鳳臺子。安州安陸（今湖北安陸）人。
王昭素之後，從學於鄭獬、胡瑗。嘉佑四年（1059年）進士，歷岳州巴陵令、管幹京西漕司文字，提舉開封府界常平，開封府判官。為秘書丞。知唐州、邠州。元祐八年（1093年），為福建轉運司判官。官至司農少卿。紹聖四年（1097年），以目疾管勾崇禧觀，是年（1097）致仕。政和六年（1116年）卒。著有《江夏辨疑》一卷、《鳳臺子和杜詩》三卷、《江夏古今紀詠集》五卷、《麈史》三卷。今僅存《麈史》三卷。